# Уилкокс, Лиза
Лиза Уилкокс (англ. Lisa Wilcox; род. 27 апреля 1964, Колумбия, Миссури) — американская актриса.

## Ранняя жизнь
Лиза Уилкокс родилась в 1964 году. Получила степень бакалавра гуманитарных наук в Калифорнийском университете в Лос-Анджелесе.

## Карьера
Дебютной ролью для Лизы стала роль в фильме «Кошмар на улице Вязов 4: Повелитель сна», где она играла Элис Джонсон. В 1989 году она исполнила ту же роль в фильме «Кошмар на улице Вязов 5: Дитя сна».
На телевидении она исполнила роль Кей в мыльной опере «Главный госпиталь» (1987 год) и роль Эллен в мыльной опере «Тихая пристань» (1989 год). Она появлялась в качестве гостя на некоторых телевизионных шоу, в том числе «Надежда Чикаго», «Уокер техасский рейнджер», «Хардкасл и Маккормик». Кроме этого она появилась в третьем сезоне сериала «Звездный путь: Следующее поколение» в эпизоде «Фактор мести» в роли Юты.

## Фильмография
- Имаго (2010)
- Себастьян (2010)
- Savage (2009)
- Злоумышленники (2009)
- Чёрная пятница (2008)
- Страна мертвых (2007)
- Watchers Reborn (1998)
- Мужчина ищет Женщину (1997)
- Кошмар на улице Вязов 5: Дитя сна, в роли Элис Джонсон (1989)
- Кошмар на улице Вязов 4: Повелитель сна, в роли Элис Джонсон (1988)
- Принесите мне голову Доби Гиллис (1988) (TV)
- Little Miss Perfect (1987)
- Gimme «F» (1984)